# هشام الشرف
هشام الشرف (بالإنجليزية: Hisham Al-Sharaf) (ولد في 2 أبريل 1960) هو لاعب جودو كويتي، يُعَد من أبرز الرياضيين الكويتيين الذين مثّلوا بلادهم في المنافسات الدولية خلال عقد الثمانينيات.
شارك الشرف في الألعاب الأولمبية الصيفية 1988 التي أُقيمت في مدينة سيول الكورية الجنوبية، حيث نافس في منافسات وزن نصف المتوسط للرجال. وقد جاءت مشاركته ضمن جهود الكويت لإبراز رياضة الجودو على المستوى الأولمبي، في وقت كانت فيه المشاركة الكويتية في هذه الرياضة محدودة نسبياً.

## وصلات خارجية
- Hisham Al-Sharaf على موقع أوليمبيديا (الإنجليزية)